# Kinga Czigány
Kinga Czigány, född den 17 februari 1972 i Győr, Ungern, är en ungersk kanotist.
Hon tog OS-guld i K-4 500 meter i samband med de olympiska kanottävlingarna 1992 i Barcelona.